# OPDS
OPDS (англ. Open Publication Distribution System) — электронный формат каталога веб-синдикации, основанный на Atom и HTTP. OPDS-каталоги используют существующие или формирующиеся открытые стандарты и конвенции, направленные на упрощение взаимодействия.

## Описание
OPDS-каталоги позволяют пользователям искать, читать и сортировать электронные издания, а владельцам OPDS-каталогов — распространять электронные издания. Поиск реализуется через стандарт OpenSearch, поиск можно также производить по разным полям (например, по автору или по названию книги), если OPDS-каталогом поддерживается данное действие. В OPDS каталоге могут быть внешние ссылки, ведущие, например, на веб-страницу продажи книги.
При пользовании каталогом будут отображаться страницы (feed) двух типов. На навигационных будут доступны только ссылки на другие страницы, а на страницах каталога будут ссылки только на электронные публикации.
Новый стандарт OPDS-каталогов для открытой системы распространения печатных изданий готовится неофициальной группой, включающей Internet Archive, O'Reilly Media, Threepress, Book Oven, Feedbooks, OLPC и других.

## История
Основан на базовых принципах компании Lexcycle для приложения Stanza.
Все изменения спецификации были произведены неофициальной группой, организованной вокруг открытого списка рассылки.
| Версия | Дата            |
| ------ | --------------- |
| 0.9    | 25 мая 2010     |
| 1.0    | 30 августа 2010 |
| 1.1    | 27 июня 2011    |
| 1.2    | 11 ноября 2018  |

| Версия | Дата создания |
| ------ | ------------- |
| 2.0    | 17 мая 2017   |

## OPDS-каталоги

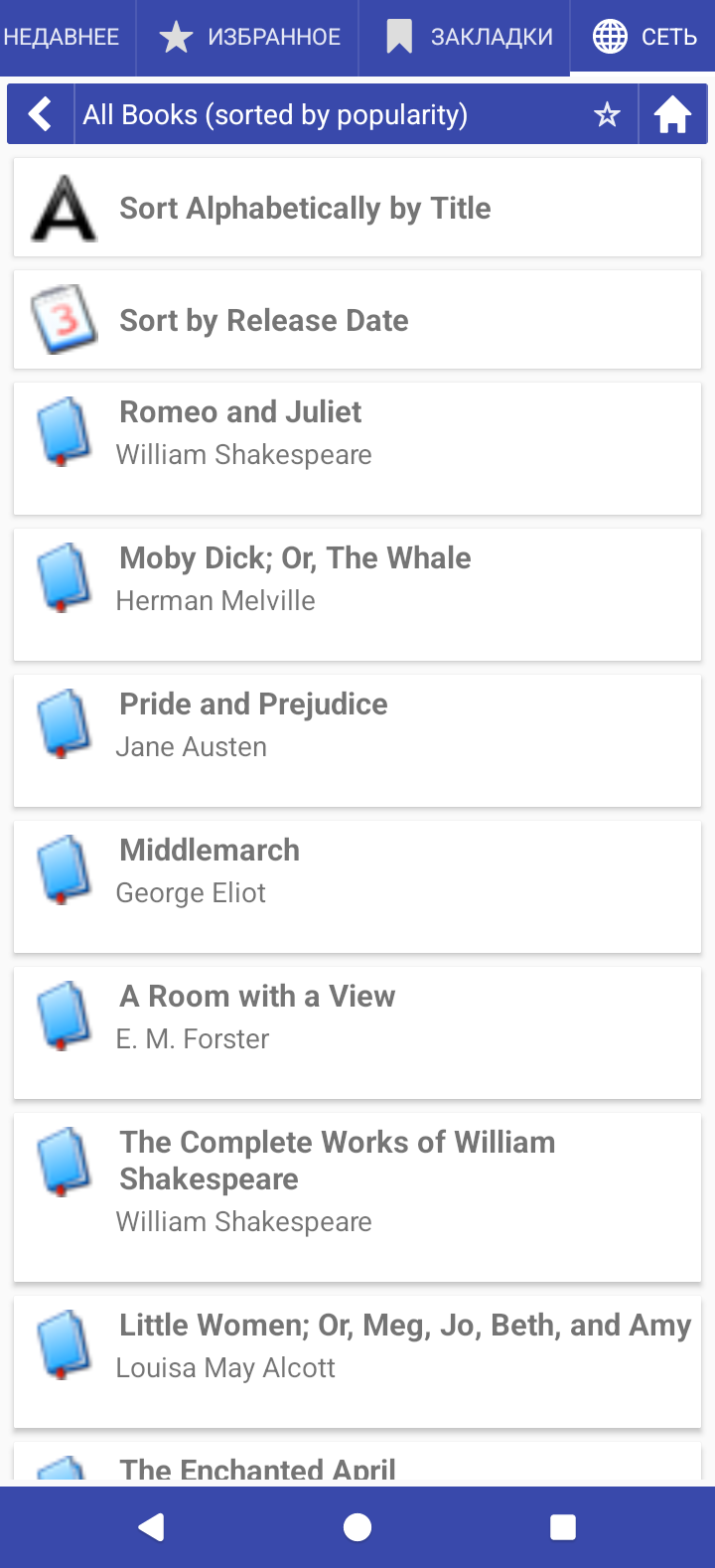
Пример отображения OPDS-каталога библиотеки Проект Гутенберг

Десятки каталогов OPDS, содержащие книги и другую информацию на разных языках, доступны в Интернете. Пользователи OPDS также могут создавать собственные OPDS каталоги, чтобы иметь доступ к своим электронным книгам.

Существует OPDS-валидатор для тестирования реализаций OPDS-каталогов. Разработчики OPDS-каталогов и OPDS-клиентов могли использовать каталог Feedbooks как пример полной поддержки OPDS (сайт прекратил работу в конце мая 2024).

## Сравнение OPDS клиентов
Проверить совместимость клиента можно с помощью тестового OPDS-каталога.
Существует более десятка OPDS-клиентов, доступных для различных операционных систем. Ниже сравнение возможностей для некоторых из этих клиентов, на основе результатов, опубликованных для тестового каталога.

### Особенности ядра OPDS
| Продукт                                | Навигация | Приобретение | Четкое разграничение между навигацией и получением | Нумерация страниц | Поиск                               | Поддержка полных записей |
| -------------------------------------- | --------- | ------------ | -------------------------------------------------- | ----------------- | ----------------------------------- | ------------------------ |
| Aldiko                                 | Да        | Да           | Да                                                 | Да                | Ограничен предзагруженным каталогом | Да                       |
| Bookari                                | Да        | Да           | Да                                                 | Да                | Частичная поддержка                 | Нет                      |
| FBReader                               | Да        | Да           | Да                                                 | Да                | Частичная поддержка                 | Да                       |
| Bluefire Reader                        | Да        | Да           | Да                                                 | Да                | Частичная поддержка                 | Нет                      |
| Moon+ Reader                           | Да        | Да           | Нет                                                | Да                | Частичная поддержка                 | Нет                      |
| eBook Search, MegaReader & QuickReader | Да        | Да           | Да                                                 | Да                | Частичная поддержка                 | Да                       |
| Librera                                | Да        | Нет          | Да                                                 | Да                | Частичная поддержка                 | Нет                      |

### Метаданные и изображения
| Продукт                                | Эскизы | Полные изображения | Название | Автор | Контрибьютор | Язык     | Дата публикации | Суммарно | Описание | Summary vs Description | Права | Категория | Code vs Label in category |
| -------------------------------------- | ------ | ------------------ | -------- | ----- | ------------ | -------- | --------------- | -------- | -------- | ---------------------- | ----- | --------- | ------------------------- |
| Aldiko                                 | Да     | Да                 | Да       | Да    | Нет          | Нет      | Да              | Да       | Да       | Да                     | Да    | Да        | Да                        |
| Bookari                                | Да     | Да                 | Да       | Да    | Нет          | Частично | Нет             | Да       | Да       | Да                     | Нет   | Частично  | Да                        |
| FBReader                               | Да     | Да                 | Да       | Да    | Нет          | Нет      | Нет             | Да       | Да       | Да                     | Нет   | Да        | Да                        |
| Bluefire Reader                        | Да     | Да                 | Да       | Да    | ?            | ?        | ?               | Да       | Да       | ?                      | ?     | Да        | Да                        |
| Moon+ Reader                           | Да     | Нет                | Да       | Да    | Да           | Нет      | Нет             | Да       | Да       | Да                     | Нет   | Нет       | Нет                       |
| eBook Search, MegaReader & QuickReader | Да     | Да                 | Да       | Да    | Нет          | Да       | Да              | Да       | Да       | Да                     | Да    | Да        | Да                        |
| Librera                                | Да     | Да                 | Да       | Да    | Нет          | Нет      | Да              | Да       | Да       | Да                     | Нет   | Да        | Да                        |

### Получение контента
| Продукт                                | Собственно получение | Покупка | Аренда | Открытый доступ | Подписка | Образец             | Различные типы | Цена и валюта | Непрямое получение |
| -------------------------------------- | -------------------- | ------- | ------ | --------------- | -------- | ------------------- | -------------- | ------------- | ------------------ |
| Aldiko                                 | Да                   | Да      | Да     | Да              | Да       | Да                  | Да             | Да            | Нет                |
| Bookari                                | Да                   | Да      | Нет    | Да              | Нет      | Нет                 | Нет            | Да            | Нет                |
| FBReader                               | Да                   | Да      | Нет    | Да              | Нет      | Да                  | Нет            | Да            | Нет                |
| Bluefire Reader                        | Да                   | Да      | ?      | ?               | Нет      | ?                   | ?              | Да            | ?                  |
| Moon+ Reader                           | Да                   | Нет     | Нет    | Да              | Нет      | Частичная поддержка | Нет            | Нет           | Нет                |
| eBook Search, MegaReader & QuickReader | Да                   | Нет     | Нет    | Да              | Нет      | Частичная поддержка | Нет            | Нет           | Нет                |
| Librera                                | Да                   | Нет     | Нет    | Да              | Нет      | Частичная поддержка | Да             | Нет           | Нет                |